# Finn (mytologi)
Finn mac Cumhaill kallas också Fionn, Finn McCool eller Finn MacCool är en central gestalt i irländsk mytologi.
I Skottland kallades Finn för Fingel eller Fingal.
I den s.k. "Feniancykeln" eller "Finncykeln", leder han en grupp hjältar som kallas "Fianna" i en serie strövtåg. Finn bedriver krig över hela Irland men beskrivs som mänsklig och rättfram. Han sägs leva nära naturen och leva på jakt samtidigt som hans gestalt mycket starkt påminner om kung Arturs. Finn var en hjälte i sin egen rätt, men bildade också, liksom kung Artur, bakgrund för flera yngre hjältar.
I en episod berättas det hur han blev omedelbart allvetande efter att ha svett sin tumme när han tillredde kunskapens lax. Jämför Sigurd Fafnesbane. Finn är en av de centrala gestalterna i James Joyces roman Finnegans Wake.